# Don Payne
Pour les articles homonymes, voir Payne.
Don Payne, né le 5 mai 1964 à Wilmington en Caroline du Nord et mort le 26 mars 2013 à Los Angeles, en Californie, est un scénariste et producteur américain. Il a écrit des épisodes des Simpson, dont plusieurs avec John Frink. Payne a écrit Ma super ex et a coécrit Les Quatre Fantastiques et le Surfer d'argent et Thor.
Dans une interview de Star-News il a révélé que ses épisodes préférés des Simpson étaient Derrière les rires (saison 11, épisode 22), Mon prof, ce héros au sourire si doux (saison 2, épisode 19), Tous à la manif (saison 2, épisode 9), Tel père, tel clown (saison 3, épisode 6), Le Monorail (saison 4, épisode 12) et Les Vrais-Faux Simpson (saison 8, épisode 24).

## Filmographie

### Scénariste

#### PourLes Simpson
| Année | Titre                                              | Titre original                                     | Saison | Épisode | Réalisateur       |
| ----- | -------------------------------------------------- | -------------------------------------------------- | ------ | ------- | ----------------- |
| 2000  | Simpson Horror Show XI - Scary Tales Can Come True | Treehouse of Horror XI - Scary Tales Can Come True | 12     | 1       | Matthew Nastuk    |
| 2000  | Une fille de clown                                 | Insane Clown Poppy                                 | 12     | 3       | Bob Anderson      |
| 2001  | La Brute et les Surdoués                           | Bye Bye Nerdie                                     | 12     | 16      | Lauren MacMullan  |
| 2001  | Histoires de clochard                              | Simpsons Tall Tales                                | 12     | 21      | Bob Anderson      |
| 2001  | Simpson Horror Show XII                            | Treehouse of Horror XII                            | 13     | 1       | Jim Reardon       |
| 2002  | La Passion selon Bart                              | The Bart Wants What It Wants                       | 13     | 11      | Michael Polcino   |
| 2002  | Qui veut tuer Homer ?                              | The Great Louse Detective                          | 14     | 6       | Steven Dean Moore |
| 2003  | Le Chien-chien à son Homer                         | Old Yeller Belly                                   | 14     | 19      | Bob Anderson      |
| 2004  | Fugue pour menottes à quatre mains                 | The Wandering Juvie                                | 15     | 16      | Lauren MacMullan  |
| 2004  | Le Canard déchaîné                                 | Fraudcast News                                     | 15     | 22      | Bob Anderson      |
| 2005  | Le Jugement dernier                                | Thank God, It's Doomsday                           | 16     | 19      | Michael Marcantel |
| 2005  | Histoires de Noël                                  | Simpsons Christmas Stories                         | 17     | 9       | Steven Dean Moore |
| 2007  | Little Big Lisa                                    | Little Big Girl                                    | 18     | 12      | Raymond S. Persi  |
| 2008  | L'Amour à la springfieldienne                      | Love, Springfieldian Style                         | 19     | 12      | Raymond S. Persi  |
| 2009  | Prenez ma vie, je vous en prie                     | Take My Life, Please                               | 20     | 10      | Steven Dean Moore |
| 2010  | Une leçon de vie                                   | Thursdays with Abie                                | 21     | 9       | Michael Polcino   |
| 2013  | L'Instinct paternel                                | Labor Pains                                        | 25     | 5       | Matthew Faughnan  |
| 2013  | Noël blanc                                         | White Christmas Blues                              | 25     | 8       | Steven Dean Moore |

#### Autre
- Ma super ex (2006)
- Les Quatre Fantastiques et le Surfer d'argent (2007)
- Thor (2011)
- Thor : Le Monde des ténèbres (2013)
- Maximum Ride (2014)